# Fritz Schupp

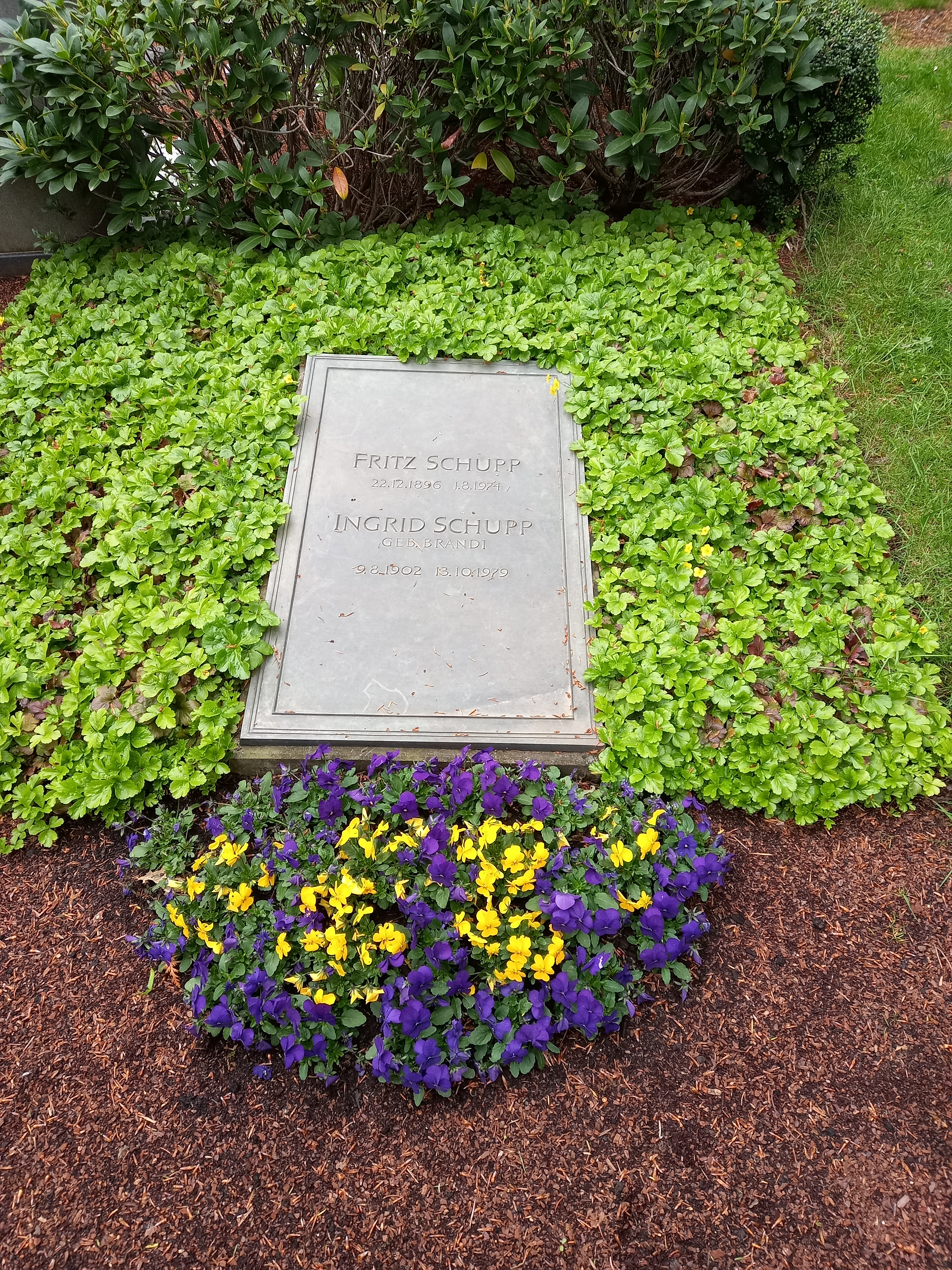
Grab von Fritz Schupp und dessen Ehefrau auf dem Friedhof Bredeney

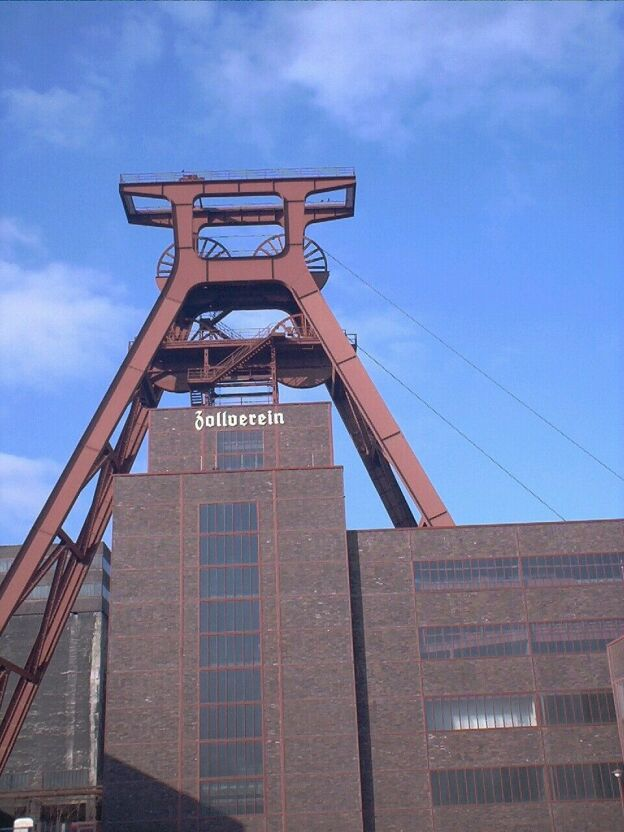
Schachtanlage 12 der Zeche Zollverein in Essen

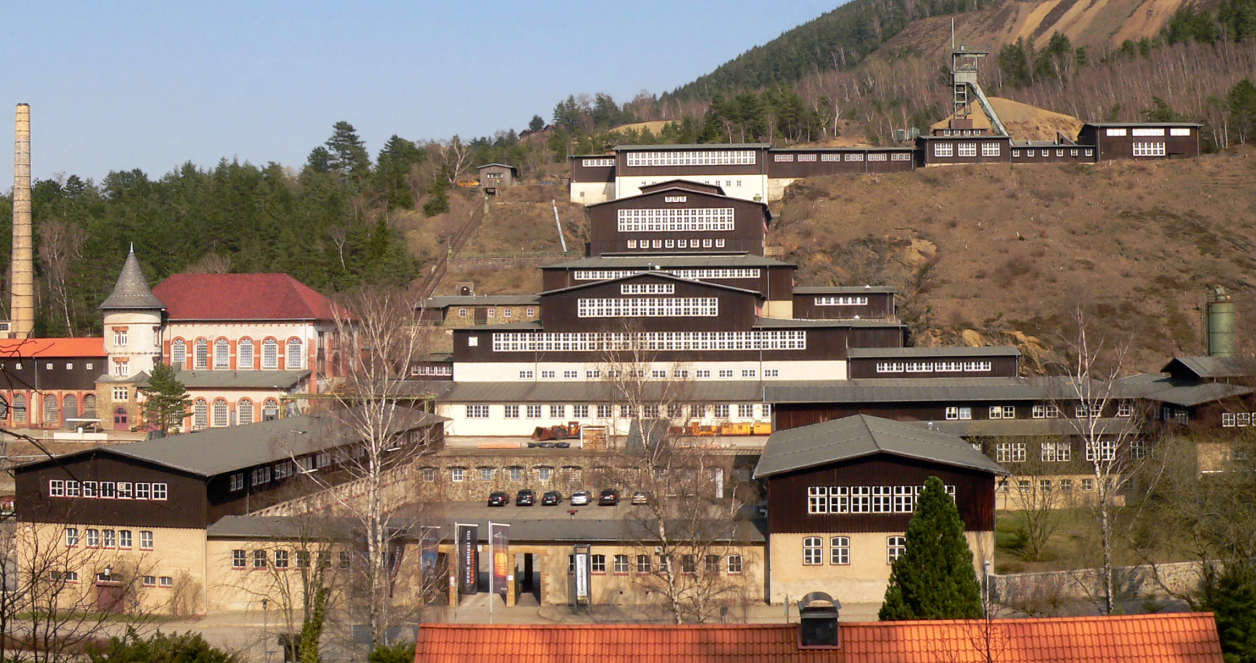
Tagesanlagen des Erzbergwerks Rammelsberg

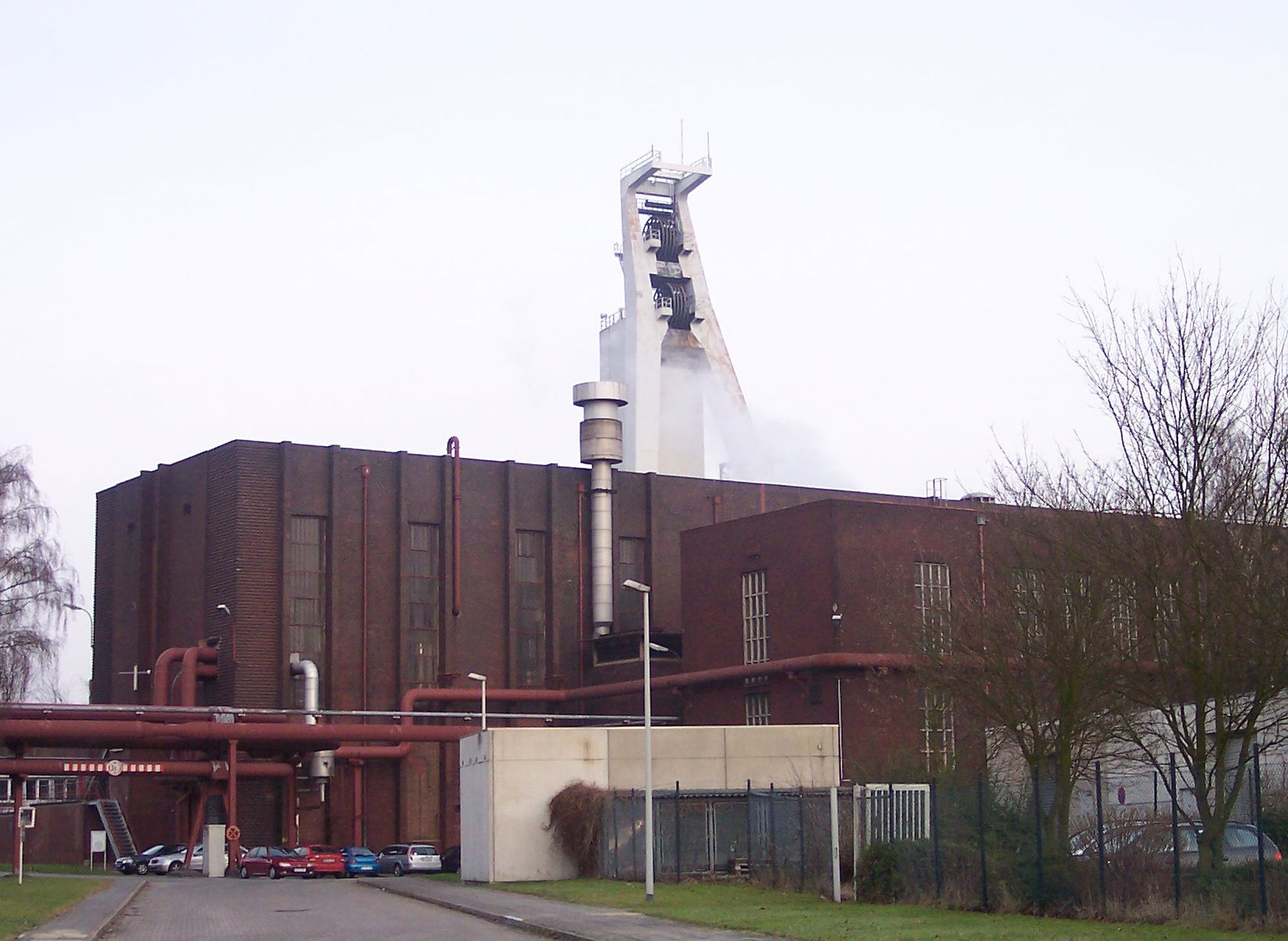
Bergwerk Schlägel & Eisen

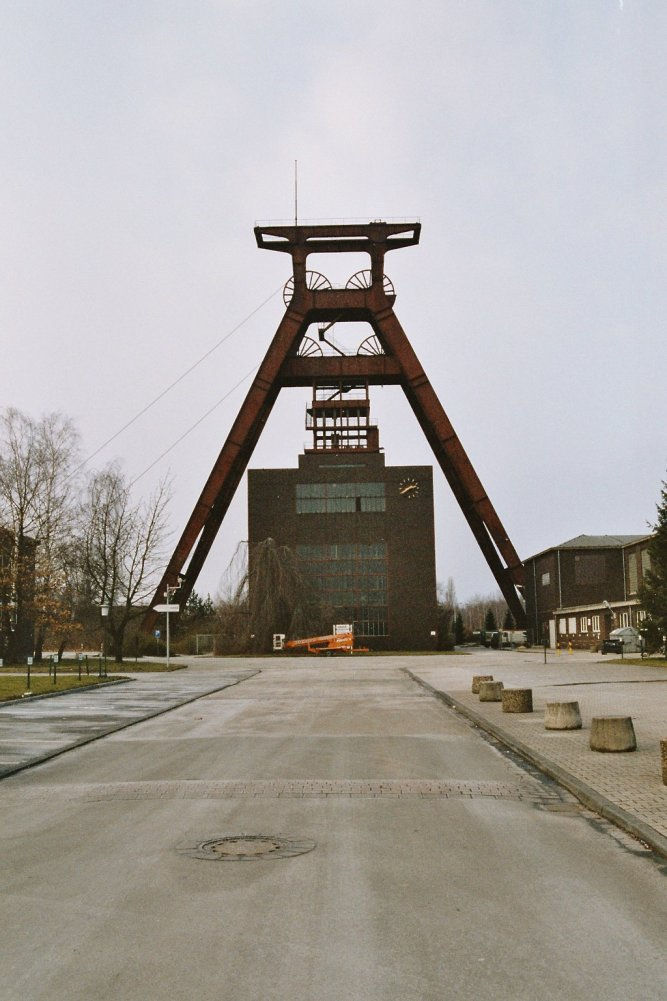
Fördergerüst der Zeche Pluto in Herne-Wanne

Fritz Schupp (* 22. Dezember 1896 in Uerdingen; † 1. August 1974 in Essen) war ein deutscher Architekt und Hochschullehrer.

## Leben
Von 1914 bis 1917 studierte Schupp Architektur an der Technischen Hochschule Karlsruhe, der Technischen Hochschule München und der Technischen Hochschule Stuttgart, wo er 1919 die Diplom-Hauptprüfung bestand. Er war freiberuflich tätig, zunächst arbeitete er allein. Ab 1922 betrieb er zusammen mit Martin Kremmer bis zu dessen Tod im Jahre 1945 eine Architektengemeinschaft mit Sitz in Essen und Berlin. Ab 1949 lehrte Schupp an der Technischen Hochschule Hannover und wurde 1951 dort Honorarprofessor.
Fritz Schupp plante zwischen 1920 und 1974 – nach derzeitigem Forschungsstand – insgesamt 69 Industrieanlagen. Von Schupp und Kremmer ist ein Bestand von 17.500 Skizzen und Plänen an das Bergbauarchiv in Bochum übergeben worden, der seit 2004 systematisch erschlossen wird.
Bekannteste Arbeit Schupp und Kremmers ist die Schachtanlage Zollverein 12, seit Dezember 2001 Weltkulturerbe der UNESCO. Bereits seit 1992 als Weltkulturerbe eingetragen ist das Erzbergwerk Rammelsberg in Goslar. Somit sind Schupp und Kremmer die einzigen deutschen Architekten, deren Lebenswerk zwei Weltkulturerbe-Stätten umfasst.

## Auszeichnungen
- 1955: Großer Kunstpreis des Landes Nordrhein-Westfalen im Bereich Baukunst[1]
- 1964: Großes Bundesverdienstkreuz

## Ehrungen
- Städtisches Ehrengrab auf dem Friedhof Bredeney[2]
- Nach Fritz Schupp sind eine Straße in Gelsenkirchen-Horst, eine im Jahr 2023 freigegebene Querspange in Duisburg, die Haupterschließungsstraße auf dem Zollvereingelände in Essen und seit Anfang 2009 auch ein Weg in einer Neubausiedlung im Gladbecker Stadtteil Butendorf benannt.

## Bauten (Auswahl)
- 1921: Neubauten der Zeche Holland 3/4/6 in Wattenscheid[3]
- 1922: Bergbeamtensiedlung Am Knie in Neuasseln
- 1927: Zentralkokerei Alma in Gelsenkirchen (bis auf das Verwaltungsgebäude abgebrochen)
- 1928–1929: Zechensiedlung in Gladbeck-Butendorf, Horster Straße / Diepenbrockstraße / Glückaufstraße[4]
- 1928–1930: Evangelische Friedenskirche in Berlin-Niederschöneweide
- 1928–1932: Schachtanlage der Zeche Zollverein 12 in Essen
- vor 1930: Werkstatthalle einer „Zeche in Horst bei Essen“[5]
- vor 1931: Paulus-Gemeindehaus in Berlin-Lichterfelde (mit Heinrich Schmieden)[6]
- 1934–1935: Förderturm des Pechkohle-Bergwerks Haushamm[7]
- 1936: Bauten an der Zinkhütte Harlingerode
- 1936: Tagesanlagen des Erzbergwerkes Rammelsberg in Goslar
- 1936: Denkmal für die Opfer der Schlagwetter-Explosion im Flöz „Ida“ der Zeche Adolf von Hansemann in Mengede[8]
- ab 1937: Tagesanlagen der Schachtanlage 3/4/7 der Zeche Schlägel & Eisen in Herten-Langenbochum[9]
- 1938: Umbau und Erweiterung des Bauernhofes Schulte up der Hege in Essen zur Werksfürsorge Zollverein
- ab 1938: Volkswagenwerk bei Fallersleben (heute Wolfsburg), in Arbeitsgemeinschaft mit Karl Kohlbecker und Emil Rudolf Mewes, zuständig für die Planung und Bauausführung der Sozial- und Freizeiteinrichtungen[10]
- 1936–1940: Deutsches Bergbaumuseum in Bochum (zusammen mit Heinrich Holzapfel)
- 1940–1951: Kraftwerk Gustav Knepper in Mengede (Gesamtplanung in Zusammenhang mit der Schachtanlage Gustav Knepper 1/2 der Zeche Adolf von Hansemann; 2014 stillgelegt und 2018–2019 abgerissen)
- 1944: Fördergerüst über dem Schacht 5 der Zeche Germania in Marten (1973 transloziert zum Deutschen Bergbaumuseum in Bochum)[11][12]
- 1948–1952: Zeche Grimberg 1/2 in Bergkamen
- 1950: Förderturm der Zeche Friedlicher Nachbar in Bochum-Linden
- 1953: Armerzaufbereitung des Erzbergwerks Rammelsberg in Goslar
- 1953: Fördergerüst der Zeche Pluto Wilhelm in Herne-Wanne
- 1953: Förderturm und Waschkaue, Zeche Heinrich Robert in Hamm-Pelkum[13]
- 1954: Fördergerüst, Schachthalle, Maschinenhaus, Kesselhaus, Landabsatz beim Schacht 7 der Zeche Ewald in Herten[14]
- 1954–1955: Zeche Haus Aden in Bergkamen
- 1955–1956: Fördergerüst über Schacht 2 der Zeche Lohberg in Dinslaken
- 1955–1959: Zeche Katharina in Essen-Kray
- 1955–1959: Förderturm am Schacht 8 „Gerdt“ der Zeche Rheinpreußen in Moers
- 1950er Jahre: Förderturm, Lohnhalle und Waschkaue der Zeche Hugo in Gelsenkirchen-Buer
- 1957: Schachtanlage Victoria 3/4 in Lünen-Gahmen.
- 1958–1960: Kraftwerk Springorum in Bochum-Weitmar
- 1960: Förderturm der Zeche Vereinigte Dahlhauser Tiefbau in Bochum-Dahlhausen
- 1964: Betonfördertürme von Schacht 4 und 6 der Zeche Sophia-Jacoba in Ratheim
- 1973: Hochofen Schwelgern I der August Thyssen-Hütte AG in Duisburg[15]